# Ultimas - Vlaamse Cultuurprijzen
De Ultimas - Vlaamse Cultuurprijzen (voorheen Cultuurprijzen Vlaanderen) zijn prijzen die door de Vlaamse Gemeenschap aan personen of organisaties van verschillende cultuuruitingen worden toegekend.

## Geschiedenis
In 2003 werden de Cultuurprijzen ingesteld door Vlaams minister van Cultuur Paul Van Grembergen. Zij vervingen onder andere de Belgische driejaarlijkse literaire Staatsprijzen, die werden toegekend aan schrijvers in de disciplines toneelliteratuur, verhalend proza, essay en kritiek, jeugdliteratuur, vertalingen en poëzie. Sinds de uitreiking in 2017 hebben de prijzen een nieuwe naam en heten ze de Ultimas.

### Categorieën
Met de nieuwe cultuurprijzen worden ook andere cultuuruitingen bekroond. Doorheen de jaren traden er verschuivingen op in de categorieën waarin prijzen werden uitgereikt. De 15 categorieën waarin sinds 2003 prijzen werden uitgereikt zijn: algemene culturele verdienste, amateurkunsten, architectuur en toegepaste kunsten, circus (afwisselend om de twee jaar met cultureel ondernemerschap), muziek, roerend en immaterieel erfgoed, film (sinds 2022 uitgebreid met visuele media), beeldende kunst, letteren, podiumkunsten en sociaal-cultureel volwassenenwerk. Sinds de Ultimas 2021 (uitgereikt op 10 mei 2022) is hieraan de publieksprijs en de nieuwe categorie opkomend talent toegevoegd. Deze wordt om de twee jaar afwisselend met digitale kunst uitgereikt.

### Procedure
De jury van experts wordt benoemd door de Minister van Cultuur. Die jury stelt een shortlist samen van kandidaten die in het vorige jaar een boeiende culturele prestatie hebben geleverd en destilleert daaruit drie genomineerden. De laureaten - zowel een organisatie als een persoon kan in aanmerking komen - worden een aantal weken voor de officiële uitreiking uitgenodigd door de minister. Pas tijdens de awardshow worden de laureaten bekendgemaakt aan het brede publiek.

### Prijs
Aan een prijs is een bedrag van 12.500 euro verbonden. Voor de Ultimas voor Algemene Culturele Verdienste reserveert de Vlaamse overheid 20.000 euro. Elke laureaat ontving van 2017 tot en met 2018 een bronzen beeldje (La ultima isla) van de hand van kunstenaar Philip Aguirre. Van 2019 tot en met 2021 ontvingen de winnaars een award gemaakt door kunstenaar Stefaan Dheedene. Tijdens de uitreiking op 10 mei 2022 werd een nieuwe award, ontworpen door kunstenaar Daan Gielis, uitgereikt. De award van 2024 werd ontworpen en gemaakt in dagcentrum Plek35. In 2025 werden voor het eerst de meeste kandidaten vooraf al bekendgemaakt.

## Winnaars

### Ultimas 2024 - uitgereikt op 25 mei 2025 in de Den Oven
- Algemene culturele verdienste: Marijke Pinoy
- Amateurskunsten: Villa Voortman
- Architectuur en toegepaste kunsten: Unfold
- Beeldende kunsten: Pélagie Gbaguidi
- Circus: Lieke De Vry
- Digitale kunst: Imal
- Film en visuele media: Tim Mielants
- Letteren: Gaea Schoeters
- Muziek: Martijn Dendievel
- Podiumkunsten: Jan Steen
- Roerend en immaterieel erfgoed: Centrum Agrarische Geschiedenis (CAG) met het project Water & Land
- Sociaal-cultureel volwassenenwerk: Kif Kif
- Publieksprijs: expo Emile Claus, prins van het luminisme in het Museum van Deinze en de Leiestreek.

### Ultimas 2023 - uitgereikt op 30 april 2024 in de AED Studios
- Algemene culturele verdienste: Bas Smets
- Beeldende kunst: Marianne Berenhaut
- Film en visuele media: Baloji
- Muziek: Bryggen
- Roerend en immaterieel erfgoed: GUM & Plantentuin
- Podiumkunsten: Alexander Vantournhout
- Cultureel ondernemerschap: Onkruid
- Literatuur: Elvis Peeters
- Architectuur: vzw Rotor
- Opkomend talent: Aya Sabi
- Amateurkunsten: Het Scheldeoffensief
- Sociaal-cultureel volwassenenwerk: Liga voor Mensenrechten
- Publieksprijs: Die Verdammte Spielerei

### Ultimas 2022 - uitgereikt op 16 mei 2023 in Tour & Taxis
- Algemene culturele verdienste: Sidi Larbi Cherkaoui
- Amateurkunsten: Brassband Willebroek
- Architectuur en Toegepaste Kunsten: Marie-José Van Hee
- Beeldende Kunst: Ann Veronica Janssens
- Circus: ADM-VZW
- Digitale Kunst: Alex Verhaest
- Film & Visuele Media: Angelo Tijssens
- Letteren: Joke van Leeuwen
- Muziek: Charlotte Adigéry & Bolis Pupul
- Podiumkunsten: Studio Orka
- Roerend en Immaterieel Erfgoed: de klaroenblazers van de Last Post
- Sociaal-Cultureel Volwassenenwerk: Sankaa vzw
- Publieksprijs: Studio 100, voor de musical Vergeet Barbara

### Ultimas 2021 - uitgereikt op 10 mei 2022 in de Singel
- Algemene culturele verdienste: Reinhilde Decleir
- Letteren: Annelies Verbeke
- Amateurkunsten: Belgische Improvisatie Liga
- Roerend en Immaterieel Erfgoed: De Borgerhoutse reuzenstoet
- Opkomend Talent: Gorges Ocloo
- Sociaal-Cultureel Volwassenenwerk: Grootouders voor het klimaat
- Cultureel Ondernemerschap: Hnita Jazz Club
- Architectuur en Toegepaste Kunsten: Horst Arts & Music
- Film en Visuele Media: Kaat Beels en Nathalie Basteyns
- Beeldende Kunst: Kobe Matthys (Agentschap)
- Muziek: Lieselot De Wilde
- Podiumkunsten: Lucinda Ra
- Publieksprijs: Docureeks Tegenwind

### Ultimas 2020 – Uitgereikt op 18 mei 2021 in Landcommanderij Alden Biesen
- Algemene Culturele Verdienste: Philippe Herreweghe
- Amateurkunsten: Moving Ground
- Architectuur: André Loeckx
- Beeldende kunst: Luc Lambrecht
- Circus: Bauke Lievens
- Cultureel ondernemerschap: Mooov
- Film: Adil El Arbi en Bilall Fallah
- Immaterieel erfgoed: de fanfarecultuur
- Letteren: Fikry El Azzouzi
- Muziek: Romina Lischka
- Podiumkunsten: State of the Arts
- Sociaal-cultureel volwassenenwerk: Enchanté

### Ultimas 2019
- Algemene Culturele Verdienste: Luc Tuymans
- Amateurkunsten: Mama’s open mic
- Beeldende kunst: Walter Swennen
- Bill award: Kato De Boeck
- Cultureel Ondernemerschap: Allez, chantez!
- Film: Emma De Swaef en Marc James Roels
- Letteren: Rachida Lamrabet
- Lokaal Cultuurbeleid: Grond der Dingen
- Muziek: De Centrale
- Podiumkunsten: Decoratelier
- Roerend erfgoed: VAI
- Sociaal-cultureel volwassenwerk: vzw Humain
- Vormgeving: Paul Ibou

### Ultimas 2018
- Algemene Culturele Verdienste: Jan Decorte en Sigrid Vinks
- Amateurkunsten: The Ostend Street Orkestra
- Architectuur: Marc Dubois
- Beeldende kunst: Otobong Nkanga
- Bill award: Hind Eljadid
- Circus: Danny Ronaldo
- Cultureel ondernemerschap: BKRK
- Film: Lukas Dhont
- Immaterieel erfgoed: Reviel
- Letteren: Peter Verhelst
- Muziek: Tamino
- Podiumkunsten: d e t h e a t e r m a k e r
- Sociaal-cultureel volwassenwerk: BXLRefugees

### Ultimas 2017
- Algemene Culturele Verdienste: Viviane De Muynck
- Amateurkunsten: Gent Bougement
- Beeldende kunst: Philippe Van Snick
- Bill award: Carla Swerts
- Cultureel ondernemerschap: Paul Schyvens
- Film: Johan Grimonprez
- Letteren: Miriam Van Hee
- Lokaal cultuurbeleid: OpgewekTienen
- Muziek: Coely Mbueno
- Podiumkunsten: Moussem
- Sociaal-cultureel volwassenwerk: Femma
- Vormgeving: Gijs Van Vaerenbergh

### Ultimas 2016
- Algemene Culturele Verdienste: Raf Simons
- Amateurkunsten: Forumtheater Radicalisering
- Architectuur: Paola Viganò
- Beeldende Kunst: Wiels
- Circus: Collectif Malunés
- Cultureel Ondernemerschap: Timelab
- Film: Pieter-Jan De Pue
- Immaterieel Erfgoed: Geelse Gezinsverpleging
- Letteren: Jeroen Olyslaegers
- Muziek: Muziekpublique
- Podiumkunsten: Fabuleus
- Sociaal-cultureel Volwassenenwerk: Toestand